# Seiersberg
Seiersberg là một đô thị thuộc huyện Graz-Umgebung bang Steiermark, nước Áo. Đô thị Seiersberg có diện tích 7,89 km², dân số thời điểm cuối năm 2008 là 7550 người.